# Ископаемый лёд
Ископаемый лёд — реликтовый подземный лёд, сохранившийся от прошлой геологической эпохи.
Происхождение ископаемых льдов разнообразно. Наиболее распространённые от замёрзшей воды в толще многолетнемёрзлых грунтов. Реже встречаются ископаемые льды от заноса осыпями и моренами ледников, фирнов, наледей.
Несколько открытых арктических островов впоследствии исчезли, так как были сложены из ископаемого льда, покрытого грунтом. К таким островам относятся  Остров Диомида, Васильевский остров (Новосибирские острова), остров Семёновский и, по мнению некоторых исследователей, Земля Санникова.